# Cmentarz żydowski w Człuchowie
Cmentarz żydowski w Człuchowie – nieistniejący, założony w XVIII wieku kirkut znajdujący się w Człuchowie przy alei Wojska Polskiego. Pierwsza zapisana wzmianka o przeprowadzonym pochówku pochodzi z roku 1748. Po dewastacji w czasie II wojny światowej na jego terenie znajduje się niewielki park, gimnazjum nr 1 im. Kazimierza Jagiellończyka oraz domy mieszkalne. W 2007 roku na cmentarzu została odsłonięta tablica pamiątkowa upamiętniająca pochowanych tam Żydów. Napis brzmi: Pamięci Żydów Człuchowa pochowanych na tym cmentarzu. Cześć ich błogosławionej pamięci. Mieszkańcy Człuchowa.